# Kleiner Baldrian

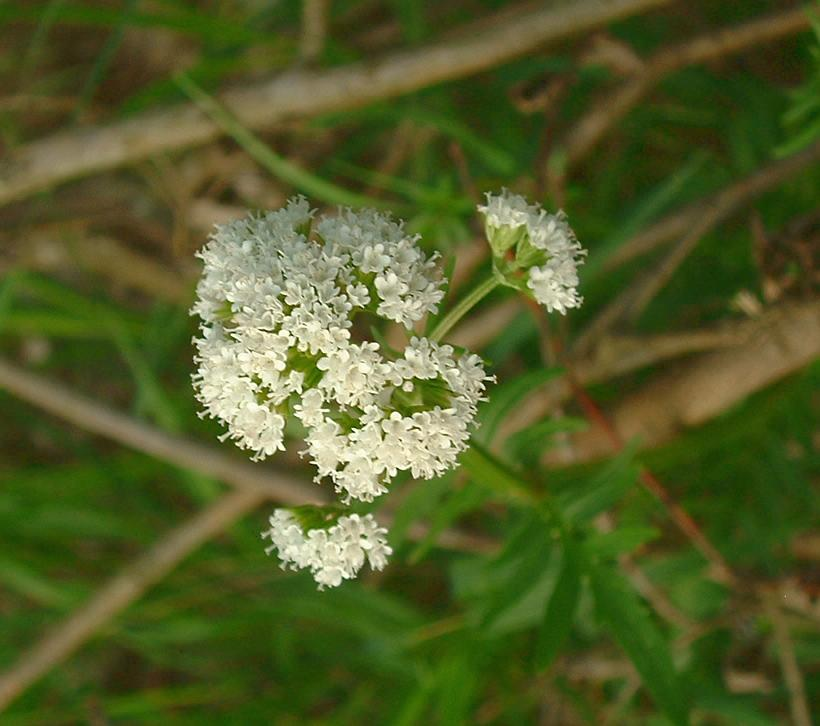
Weiblicher Kleiner Baldrian (Valeriana dioica)

Der zweihäusige Kleine Baldrian (Valeriana dioica), auch Sumpf-Baldrian oder Zweihäusiger Baldrian genannt, ist eine auch in Mitteleuropa heimische Pflanzenart aus der Unterfamilie der Baldriangewächse (Valerianoideae).

## Merkmale

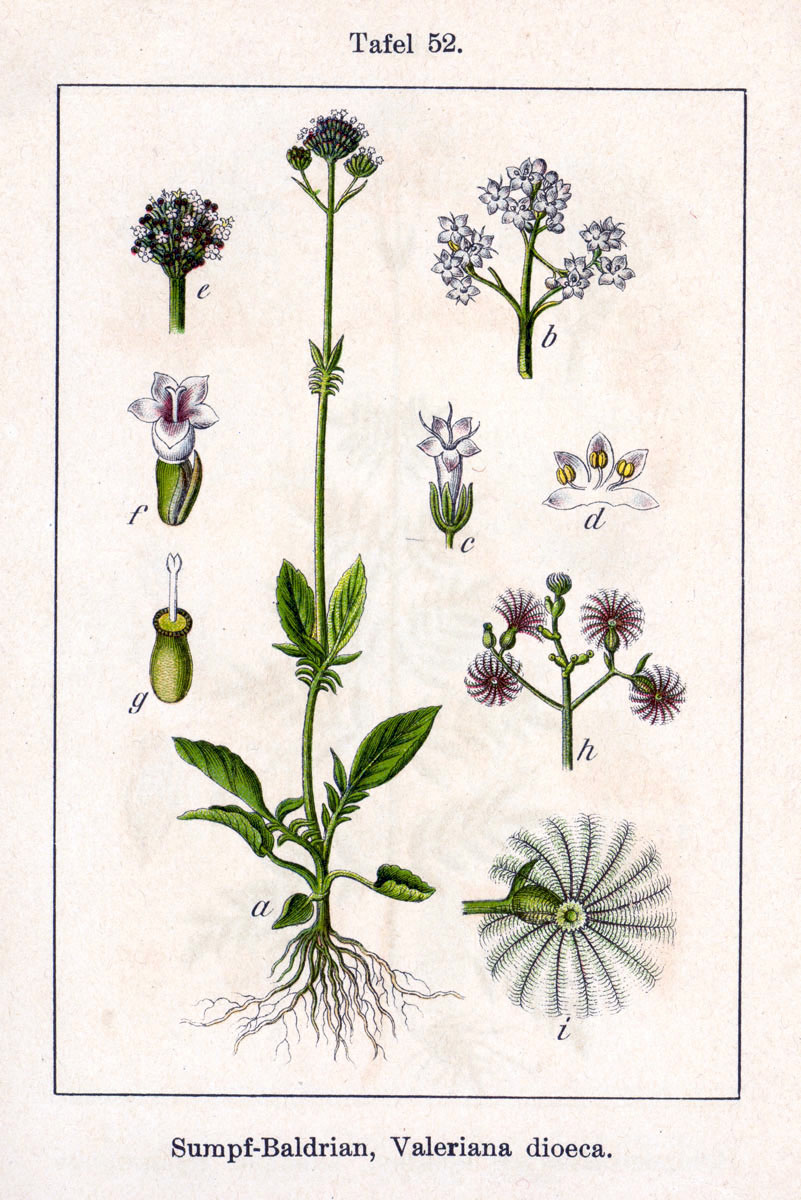
Illustration

Der Kleine Baldrian ist eine ausdauernde Pflanze mit einem Rhizom und bildet oft auch langsamwachsende Ausläufer. Durch diese – auch bei anderen Arten nicht unübliche – vegetative Ausbreitung kann stellenweise der falsche Eindruck entstehen, Exemplare eines bestimmten Geschlechts hätten bei dieser Spezies die Vorherrschaft. So können an einer Stelle bis zu rund fünfzig weibliche Blütenstängel beieinander stehen. Sie sind aber unterirdisch miteinander verbunden, bilden also einen Klon und müssen deshalb gleichen Geschlechts sein.
Die Stängel sind aufrecht und im oberen Bereich schwach verzweigt. Die Hauptachse ist dabei verlängert. Der Kleine Baldrian erreicht Wuchshöhen von 10 bis 35 Zentimeter.
Die mittleren und oberen Stängelblätter sind gefiedert mit einer großen Endfieder. Die Grundblätter sind eiförmig, ungeteilt und gestielt.
Die Blüten stehen in dreiteiligen, schirmförmigen Trugdolden. Der Kleine Baldrian ist unvollkommen zweihäusig, das heißt im Regelfall gibt es rein männliche und rein weibliche Pflanzen, es kommen aber (selten) auch Zwitter vor. Die weiblichen Blüten (der rein-weiblichen Pflanzen) sind nur 1,5 mm groß und weißlich bis hellrosa gefärbt, die männlichen Blüten (der rein-männlichen Pflanzen) sind dagegen etwa 3 mm groß und rosa gefärbt. Blütezeit ist Mai und Juni, die Bestäubung erfolgt durch Insekten.
Die Frucht ist ein einfächeriges Nüsschen, dessen sterile Fächer reduziert sind. Das Nüsschen ist radiärsymmetrisch und eiförmig.
Die Chromosomenzahl beträgt 2n = 16.

## Vorkommen
Die Art ist in Europa und Westasien heimisch. Weitere Vorkommen gibt es in Zentralasien und im nordamerikanischen Kanada sowie in den nordwestlichen USA. In Deutschland kommt sie in allen Bundesländern vor, in einigen nördlichen ist sie gefährdet. In Österreich ist sie zerstreut bis selten, kommt in allen Bundesländern vor, ist aber in den flachen Regionen gefährdet.
Sie kommt in der collinen bis subalpinen Höhenstufe vor und besiedelt nasse Wiesen, (eher kalkreiche) Niedermoore, Sümpfe und Bruchwälder. In den Allgäuer Alpen steigt er beispielsweise im Ziebelmoos nahe dem Piesenkopf bis zu einer Höhenlage von 1340 Metern auf. Pflanzensoziologisch ist sie eine schwache Kennart der Ordnung Molinietalia caeruleae W.Koch 1926 und hat ihre Schwerpunktvorkommen in den Verbänden Molinion caeruleae W.Koch 1926 und Calthion Tx. 1937. Er gedeiht auf staunassen, sickernassen oder wechselnassen, mehr oder weniger nährstoffreichen und basenreichen, mäßig sauren bis milden Sumpfhumusböden.
Der Kleine Baldrian ist Futterpflanze für den gefährdeten Baldrian-Scheckenfalter (Melitaea diamina).

## Systematik
Valeriana dioica wurde 1753 von Carl von Linné in Species Plantarum, Band 1, Seite 31, erstveröffentlicht. Die in Nordamerika heimische Sippe wird manchmal auch als eigene Varietät Valeriana dioica var. sylvatica S.Watson geführt. Weitere Synonyme für Valeriana dioica sind Valeriana septentrionalis Rydb., Valeriana sylvatica Banks ex Richardson und Valeriana dioica ssp. sylvatica (S.Watson) F.G.Mey.
Man kann zwei Unterarten unterscheiden:
- Valeriana dioica L. subsp. dioica: Sie kommt in Spanien, Portugal, Frankreich, Großbritannien, Italien, Deutschland, Belgien, in den Niederlanden, Dänemark, Norwegen, Schweden, in der Schweiz, Österreich, Tschechien, Polen, Ungarn, Slowenien, Bulgarien, Rumänien und in der europäischen Türkei vor.[6]
- Valeriana dioica subsp. simplicifolia (Rchb.) Nyman: Sie kommt in Tschechien, in der Slowakei, in Österreich, Polen, Litauen, Lettland, Estland, Kaliningrad, Ungarn, Rumänien, Bulgarien, in der europäischen Türkei und in der Ukraine vor.[6]